# Gongrosargus stuckenbergi
Gongrosargus stuckenbergi är en tvåvingeart som beskrevs av Lindner 1959. Gongrosargus stuckenbergi ingår i släktet Gongrosargus och familjen vapenflugor.
Artens utbredningsområde är Madagaskar. Inga underarter finns listade i Catalogue of Life.